# NGC 5371
NGC 5371 (ook: NGC 5390) is een balkspiraalstelsel in het sterrenbeeld Jachthonden. Het hemelobject werd op 14 januari 1788 ontdekt door de Duits-Britse astronoom William Herschel.

## Synoniemen
- UGC 8846
- MCG 7-29-20
- ZWG 219.29
- IRAS 13535+4042
- PGC 49514